# Адама Діакабі
Адама Діакабі (фр. Adama Diakhaby, нар. 5 липня 1996, Аяччо) — французький футболіст сенегальського походження, нападник клубу «Ам'єн».

## Клубна кар'єра
Народився 5 липня 1996 року в місті Аяччо. Вихованець юнацьких команд футбольних клубів «Уассель», «Кан» і «Ренн».
У дорослому футболі дебютував 2013 року виступами за другу команду клубу «Кана», в якій провів один сезон, взявши участь у 18 матчах чемпіонату. 
2015 року перейшов до клубної системи «Ренна», де також грав за другу команду, а в сезоні 2016/17 став гравцем головної команди клубу.
До складу «Монако» приєднався 2017 року. Відіграв за команду з Монако 22 матчі в національному чемпіонаті.
20 червня 2018 року перейшов до клубу «Гаддерсфілд Таун».

## Виступи за збірну
2017 року залучався до складу молодіжної збірної Франції. На молодіжному рівні зіграв у 4 офіційних матчах.

## Статистика виступів

### Статистика клубних виступів
Станом на 1 серпня 2019 року
| Сезон             | Команда            | Чемпіонат         | Чемпіонат | Чемпіонат | Національний кубок | Національний кубок | Національний кубок | Континентальні кубки | Континентальні кубки | Континентальні кубки | Інші змагання | Інші змагання | Інші змагання | Усього | Усього |
| Сезон             | Команда            | Ліга              | Ігор      | Голів     | Ліга               | Ігор               | Голів              | Ліга                 | Ігор                 | Голів                | Ліга          | Ігор          | Голів         | Ігор   | Голів  |
| ----------------- | ------------------ | ----------------- | --------- | --------- | ------------------ | ------------------ | ------------------ | -------------------- | -------------------- | -------------------- | ------------- | ------------- | ------------- | ------ | ------ |
| 2016–17           | «Ренн»             | Л1                | 25        | 4         | КФ+КФЛ             | 2+2                | 1+0                | -                    | -                    | -                    | -             | -             | -             | 29     | 5      |
| 2017–18           | «Монако»           | Л1                | 22        | 2         | КФ+КЛ              | 0+3                | 0+1                | ЛЧ                   | 5                    | 0                    | СФ            | -             | -             | 30     | 3      |
| 2018–19           | «Гаддерсфілд Таун» | ПЛ                | 12        | 0         | КА+КЛ              | 1+0                | 0                  | -                    | -                    | -                    | -             | -             | -             | 13     | 0      |
| Усього за кар'єру | Усього за кар'єру  | Усього за кар'єру | 59        | 6         |                    | 8                  | 2                  |                      | 5                    | 0                    |               | -             | -             | 72     | 8      |

## Титули і досягнення
- Чемпіон Азербайджану (2):

«Карабах»: 2022-23, 2023-24
- Володар Кубка Азербайджану (1):

«Карабах»: 2023-24